# 乐东站
乐东站，位于中华人民共和国海南省乐东黎族自治县九所镇坡子村，是海南西环高速铁路上的高铁站，于2015年12月30日启用营运，由广州局集团管辖。

## 歷史
- 2015年12月30日通车启用[3]。

## 車站周邊
- 宝龙宾馆
- 九所边防派出所
- 九里香假日酒店
- 乐东黎族自治县财政局九所财政所
- 乐东九所宝龙宾馆
- 顺隆商务宾馆
- 乐东县九所镇委会
- 乐东黎族自治县九所新区管理委员会

## 外部連結
- 中国铁路客户服务中心 （页面存档备份，存于）